# Пративи Пуджилестари Судармоно
Пративи Пуджилестари Судармоно (индон. Pratiwi Pujilestari Sudarmono, род. 31 июля 1952) — индонезийский учёный, участник несостоявшегося космического полёта.

## Биография
Пративи Пуджилестари Судармоно родилась 31 июля 1952 года в Бандунге. В 1977 году она получила степень магистра в Университете Индонезии, а в 1984 году защитила в Японии в Осакском университете диссертацию по молекулярной биологии.
В июне 1986 года должен был состояться полёт STS-61H по программе «Спейс Шаттл», во время которого, в частности, планировалось вывести на орбиту индонезийский спутник связи Palapa B-3, и Пративи Пуджилестари Судармоно должна была лететь как специалист по полезной нагрузке (её дублёром был Тауфик Акбар). В марте 1986 года она прибыла в космический центр имени Джонсона для подготовки к полету, и была назначена в экипаж шаттла «Колумбия», однако после катастрофы шаттла «Челленджер» полёт «Колумбии» был отменён; спутник Palapa B3 был переименован в Palapa B2P и выведен на орбиту 20 марта 1987 года ракетой Дельта-3920 без человеческого сопровождения.
С 1994 по 2000 годы Пративи Пуджилестари Судармоно возглавляла кафедру микробиологии медицинского факультета Университета Индонезии. С 1993 по 1997 годы она возглавляла Индонезийскую медицинскую ассоциацию, а в 1997—2000 годах была председателем Индонезийского общества микробиологии.